# Arnaud Souquet
Arnaud Souquet (Parigi, 12 febbraio 1992) è un calciatore francese, difensore svincolato.